# Bassleader
Bassleader is een voormalig harddance-evenement georganiseerd door Bass Events.

## Geschiedenis
Het evenement, dat ieder jaar werd gehouden, was uitgegroeid van een gebeurtenis in discotheek Highstreet tot een evenement in het Sportpaleis in Antwerpen. Bassleader was onderverdeeld in meerdere 'areas' met ruim vijftig dj's. Het Bassleader-anthem van 2006 werd geproduceerd door Coone, in 2007 was Binum aan de beurt en in 2008 waren er zelfs twee anthems, een hardstyleversie door Noisecontrollers en een jumpversie door Ronald V & Chicago Zone. Elk jaar werd ook een compilatie-cd uitgebracht met de nummers van het evenement. In 2008 werden dit drie cd's, met op cd 1 jump en Tek gemixt door de Franse Chicago Zone, op cd 2 hardstyle gemixt door Noisecontrollers uit Nederland en op de laatste cd is hardcore gemixt door Korsakoff uit Nederland.

## Edities
| Datum            | Locatie                            | Programma |
| ---------------- | ---------------------------------- | --- |
| 18 februari 2005 | Discotheek Highstreet, Hoogstraten | Bobby V, Brennan Heart, Coone, Dark-E, Francois, Super Marco May, Yves |
| 27 mei 2005      | Discotheek Highstreet, Hoogstraten | Coone, Dark-E, Felix Project, Luna, Mark with a K, The Prophet |
| 24 mei 2006      | Flanders Expo, Gent                | 3 zalen |
| 16 mei 2007      | Flanders Expo, Gent                | 6 zalen |
| 10 mei 2008      | Flanders Expo, Gent                | 5 zalen |
| 4 april 2009     | Flanders Expo, Gent                | 4 zalen |
| 15 mei 2010      | Flanders Expo, Gent                | 4 zalen |
| 14 mei 2011      | Flanders Expo, Gent                | 4 zalen |
| 12 mei 2012      | Flanders Expo, Gent                | 4 zalen |
| 4 mei 2013       | Flanders Expo, Gent                | 5 zalen |
| 1 november 2014  | Sportpaleis, Antwerpen             | Akyra, Lowriderz, Demoniak, Live: Lords of Tek, MC: Toxicalz, Dark-E, Playboyz, D-Block & S-te-Fan, MC: Chucky, Da Tweekaz, Frontliner, Brennan Heart, MC: Chucky, Hard Driver, Zatox, Digital Punk, Live: B-Front, MC: DL, AniMe, Mad Dog, Partyraiser, MC: Jeff |
| 7 november 2015  | Sportpaleis, Antwerpen             | Lowriderz, Dr. Rude, MC: Chucky, Mark with a K, Josh & Wesz, Live: Donkey Rollers, MC: DV8, Live: Noisecontrollers, Psyko Punkz, Coone, Max Enforcer, MC: V, Hard Driver, Zatox, Live: Frequencerz, E-Force, MC: DL, Nosferatu, Miss K8, Live: Mad Dog, MC: Jeff  |